# ترکانی پایین
ترکانی پایین یک روستا در ایران است که در شهرستان بیرجند واقع شده‌است. ترکانی پایین ۲۲ نفر جمعیت دارد.